# Список романів, дія яких відбувається у Львові
Список романів, дія яких відбувається у Львові об'єднує романи написані різними мовами, більшість подій у яких відбуваються у місті Львові.
| Мова       | Назва та оригінал назви                                            | Автор                                | Рік видання | Історичний період та контекст                                                      |
| ---------- | ------------------------------------------------------------------ | ------------------------------------ | ----------- | ---------------------------------------------------------------------------------- |
| Українська | Дім для Дома                                                       | Вікторія Амеліна                     | 2017        | 1990-ті рр.                                                                        |
| Українська | Батяр з Клепарова                                                  | Андрій Аркан                         | 2017        | 1930-1940-ві рр.                                                                   |
| Українська | Базилевс                                                           | Віктор Неборак                       | 2006        |                                                                                    |
| Українська | Аптекар                                                            | Юрій Винничук                        | 2015        | 1646-1648                                                                          |
| Українська | Автомобіль із Пекарської                                           | Андрій Кокотюха                      | 2015        | 1911                                                                               |
| Українська | Привид із Валової                                                  | Андрій Кокотюха                      | 2015        | 1909                                                                               |
| Українська | Адвокат із Личаківської                                            | Андрій Кокотюха                      | 2015        | 1908                                                                               |
| Польська   | Дім з вітражем (Dom z witrażem)                                    | Жанна Слоньовська (Żanna Słoniowska) | 2015        | ХХ ст.                                                                             |
| Українська | Лемберг. Під знаменами сонця                                       | Анна Хома                            | 2014        | 1886                                                                               |
| Українська | Мелодія кави у тональності кардамону. Історія забороненого кохання | Наталія Гурницька                    | 2013        | Львів 19 століття                                                                  |
| Українська | Радощі і муки Бориса Штоцького                                     | Володимир Яворський                  | 2013        | 1970-ті роки, хіппі у Львові                                                       |
| Українська | Сторожі тротуару                                                   | Михайло Мишкало                      | 2013        | 1990-ті роки                                                                       |
| Українська | Людвисар. Ігри вельмож                                             | Богдан Коломійчук                    | 2013        | XVI століття                                                                       |
| Українська | Танґо смерті                                                       | Юрій Винничук                        | 2012        | довоєнний та воєнний Львів                                                         |
| Українська | Duty Free                                                          | Оксана Форостина                     | 2012        | 1990-ті роки                                                                       |
| Російська  | Львів самотніх сердець                                             | Юлія Мельникова                      | 2012        | Остання чверть XVII століття                                                       |
| Російська  | Львівська гастроль Джимі Хендрікса                                 | Андрій Курков                        | 2012        |                                                                                    |
| Російська  | Шинок «Оселедець на ланцюгу» (Шинок „Селëдка на цепи“)             | Тарас Мигаль                         | 1966        |                                                                                    |
| Російська  | Фабрика літаків «Дерев'яна підошва» (Фабрика самолетов)            | Тарас Мигаль                         | 1970        |                                                                                    |
| Російська  | Пробуджене місто (Пробудившийся город)                             | Тарас Мигаль                         | 1976        |                                                                                    |
| Українська | Бора                                                               | Галина Вдовиченко                    | 2011        |                                                                                    |
| Російська  | Відвези мене додому (Отвези меня домой)                            | Євтушенко Олексій Анатолійович       | 2011        |                                                                                    |
| Українська | Львівська пані                                                     | Юрко Сангал                          | 2011        |                                                                                    |
| Російська  | Синдром Петрушки                                                   | Дина Рубіна                          | 2010        |                                                                                    |
| Українська | Львівська сага                                                     | Петро Яценко                         | 2010        |                                                                                    |
| Українська | Сни у Святому Саду                                                 | Ілько Лемко                          | 2010        | 1970-1980-ті роки, початки рок-культури, гурт Супер Вуйки, Республіка Святого Саду |
| Польська   | Еринії (Erynie)                                                    | Марек Краєвський (Marek Krajewski)   | 2010        | 1939                                                                               |
| Польська   | Голова Мінотавра (Głowa Minotaura)                                 | Марек Краєвський (Marek Krajewski)   | 2009        | 1937                                                                               |
| Українська | Архе                                                               | Любко Дереш                          | 2008        |                                                                                    |
| Українська | Манускрипт з вулиці Руської                                        | Роман Іваничук                       | 1979        | Кінець XVI — початок XVII століть                                                  |
| Польська   | Високий Замок (Wysoki Zamek)                                       | Станіслав Лем (Stanisław Lem)        | 1966        | 1920-1930-ті роки                                                                  |
| Польська   | Лель і Полель                                                      | Іван Франко                          | 1887        |                                                                                    |
| Українська | Полтва                                                             | Роман Андріяшик                      | 1969        | перша половина 1920-х років                                                        |
| Українська | Люди зі страху                                                     | Роман Андріяшик                      | 1966        | 1919 рік                                                                           |